# L'Empreinte du crime
L'Empreinte du crime (Die Cleveren) est une série télévisée policière allemande en un pilote de 90 minutes et 48 épisodes de 45 minutes créée par Johannes W. Betz et diffusée du 18 mars 1998 au 28 septembre 2006 sur RTL Television. L'intrigue est très similaire à celle de Profiler.
En France, la série a été diffusée à partir du 2 juillet 2001 sur TF1, puis sur Serieclub, et au Québec à partir du 9 mai 2004 à Séries+.

## Synopsis
L'Empreinte du crime narre les enquêtes du criminologiste et psychologue Dominik Born, habitant Hambourg et travaillant pour le Bundeskriminalamt. Il traque dans toute l'Allemagne des tueurs en série avec l'aide d'une femme médecin légiste et de trois commissaires de police féminins (se succédant).

## Distribution
- Hans Werner Meyer (VF : Michelangelo Marchese) : Dr Dominik Born
- Jacqueline Macaulay (VF : Nathalie Stas): Helen Stüssy
- Barbara Magdalena Ahren (VF : Rosalia Cuevas) : Dr Konstanze Korda (médecin légiste)
- Astrid M. Fünderich (VF : Colette Sodoyez)[1] : Commissaire Eva Glaser † (Saisons 1-4)
- Delia Mayer (VF : Sophie Servais): Commissaire Isabel Becker † (Saisons 4-5)
- Esther Schweins (VF : Nathalie Hugo): Commissaire Kathrin Rasch (Saison 6)

## Épisodes

### Pilote (1998)
1. Mémoires d'un tueur (Du stirbst, wie ich es will)

### Première saison (1999)
1. Jeux de mains, jeux de vilain (Der Polizeifan)
2. Orphelin en série (Mutterglück)
3. Échec à la reine (Schach der Dame)
4. La Reine de la lande (Die Ikone)
5. Pousser n'est pas jouer (Mörderkind)
6. La Légende du dragon (Der Drache)
7. Vengeance personnelle (Gier)
8. La Poupée glacée (Die Schneekönigin)

### Deuxième saison (2000)
1. La Maison hantée (Das Spukhaus)
2. Le Chevalier à la rose (Der Rosenkavalier)
3. Le Fétichiste (Der Fetischist)
4. Traque meurtrière (Die Jagd)
5. Tueur sur le réseau (Killer im Netz)
6. Le Photographe (Der Lebensretter)
7. Rendez-vous en enfer (Spiegelbilder)
8. Le Dernier Chapitre (Das letzte Kapitel)

### Troisième saison (2001)
1. Jeunes filles (Jungfrauenschnaps)
2. Règlement de comptes (Die Abrechnung)
3. L'Ange gardien (Der Todesengel)
4. Vampire 2000 (Der Vampir)
5. Le phoenix renaît de ses cendres (Phönix aus der Asche)
6. La Cité sanglante (Stuttgart rot)
7. Le Messie (Der Messias)
8. Les Soucis d'une mère (Sorgen einer Mutter)

### Quatrième saison (2002)
1. Médecin et démon (Arzt und Damon)
2. Au nom de l'amour (Im Namen der Liebe)
3. Le Névrosé (Der Neurotiker)
4. Les Jumeaux (Zwillinge)
5. La Déesse (Die Gottin)
6. La Déesse (Die Gottin)
7. Conversation avec un mort (Gesprach mit einem Toten)
8. Un monde pur (Reine Welt)

### Cinquième saison (2003)
1. Les Liens du sang (Blutsbande)
2. L'Enlèvement (Engelschen flieg)
3. Jeu mortel (Todesspiel)
4. La Reine des neiges (Born und die Frauen)
5. Les Enfants de l'automne (Herbstkinder)
6. Mes belles amours (Alle meine Lieben)
7. Sang et eau (Blut und Wasser)
8. Sang et eau (Blut und Wasser)

### Sixième saison (2004)
1. Le Double (Auf der Flucht)
2. Le Double (Killer im Kopf)
3. Dans le secret des loups (Der Kannibale)
4. Dans le secret des loups (Das Geheimnis der Wölfe)
5. Les Anges assassinés (Kinder)
6. Les Anges assassinés (Kinder)
7. Digitaline (Die Cellistin)
8. Le Baiser de la tueuse (Der Todeskuss)